# Cardepia dardistana
Cardepia dardistana là một loài bướm đêm trong họ Noctuidae.